# Živec (priimek)
Živec je priimek več znanih Slovencev:
- Aleš Živec, TV snemalec/direktor fotografije
- Boris Živec (*1957), ekonomist in politik
- Fani Živec (1883—1971), učiteljica
- Goran Živec, direktor zavoda "Krasen Kras"; raziskovalec zgodovine kraških gmajn
- Maja Živec Kozlevčar, zdravnica spec. fizikalne in rehabilitacijske medicine
- Marko Živec, zdravnik internist
- Maša Živec, arhitektka
- Simon Živec, nogometaš
- Stanko Živec, zdravnik (u. 1966)
- Saša Živec (*1991), nogometaš